# نهائي كأس أوكرانيا 2003
نهائي كأس أوكرانيا 2003 هي المباراة النهائية من منافسة كأس أوكرانيا 2002–03، أقيمت المباراة في 25 مايو 2003، في مجمع أولمبيسكي الوطني الرياضي، بين فريقي دينامو كييف، ونادي شاختار دونيتسك، وفاز فيها دينامو كييف، بعد أن هزم نادي شاختار دونيتسك، بنتيجة 2 - 1، وحضر المباراة 71000 شخصاً.

## تفاصيل المباراة
لعبت المباراة النهائية في 25 مايو 2003.
| دينامو كييف | 2 -1 | نادي شاختار دونيتسك |
| ----------- | ---- | ------------------- |
|             |      |                     |